# Rampinadora

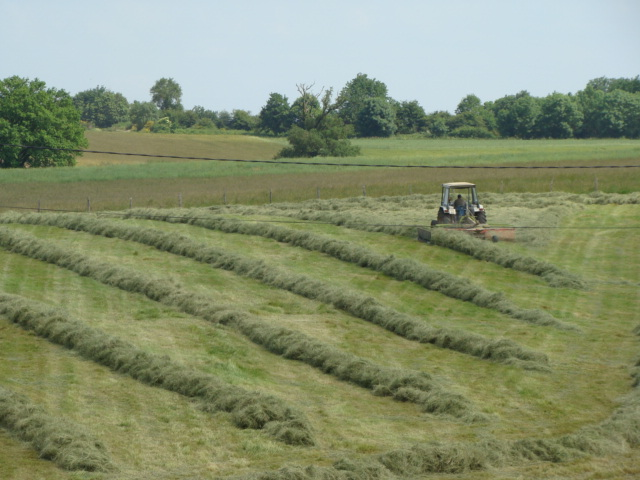
Rampinadora

Una rampinadora és una màquina agrícola que recull, aireja i volteja el farroig o també la palla per tal d'assecar-les abans d'emmagatzemar-la. La rampinadora permet que el fenc evolucioni més bé i es millori la seva aroma i color.
Aquesta màquina es compon de dos a vuit tupís (fresadores d'eix vertical) juxtaposades, proveïdes de dents. Aquestes dents són un tipus de rampins. Les tupís són arrossegades per cardans en sentits contraris de dues en dues. Serveix per estendre el fenc per facilitar-ne i accelerar el seu assecament abans de la recollida però en cap cas no serveix per a la palla triturada a la sortida de la recol·lectora, ja que aquesta ha de ser premsada perquè pugui servir de jaç pels animals.

## Història
La rampinadora es va utilitzar a partir de la segona meitat del segle xix. de forma majoritària a les zones més plujoses dels Estats Units on la rampinadora resultava més eficaç per assecar el fenc en poc temps. Fent servir una rampinadora un home amb un cavall podia fer la feina de 15 persones. Amb la rampinadora l'herba es convertia en fenc en el mateix dia fins i tot s'hi havia quedat humida o xafada pels cavalls. i abans que el seu valor nutritiu quedés reduït per l'acció repetida de la pluja. Gràcies a la rampinadora es va estendre el conreu d'alfals als Estats Units i trèvols, i permetia fer fenc encara que l'herba continués verda que produeix fenc de molt més valor.

## Tipus de rampinadores
- Rampinadora arrengledora: rampinadora que a més de recollir, airejar i voltejar el fenc, l'arrenglera.
- Rampinadora rompedora: rampinadora, proveïda de 8-10 dents fortes, que s'acobla a la part davantera del tractor i s'empra per a amuntegar el material de desboscament per a la seva eliminació posterior.
  - Rampinadora desarreladora: rampinadora rompedora amb dents de gran curvatura que s'empra per a extreure arrels
  - Rampinadora desbrossadora: Rampinadora rompedora proveïda d'una barra d'extensió en la part superior que n'augmenta la cabuda
  - Rampinadora desempedregadora:rampinadora rompedora amb dents relativament curtes i lleugerament corbades que s'empra per a treballar el terreny rocós.
- Rampinadora rotativa d'eix vertical, sinònim rampinadora giroscòpica, rampinadora proveïda d'un o més rotors l'eix dels quals és vertical amb unes forquetes horitzontals, inclinades o oscil·lants.

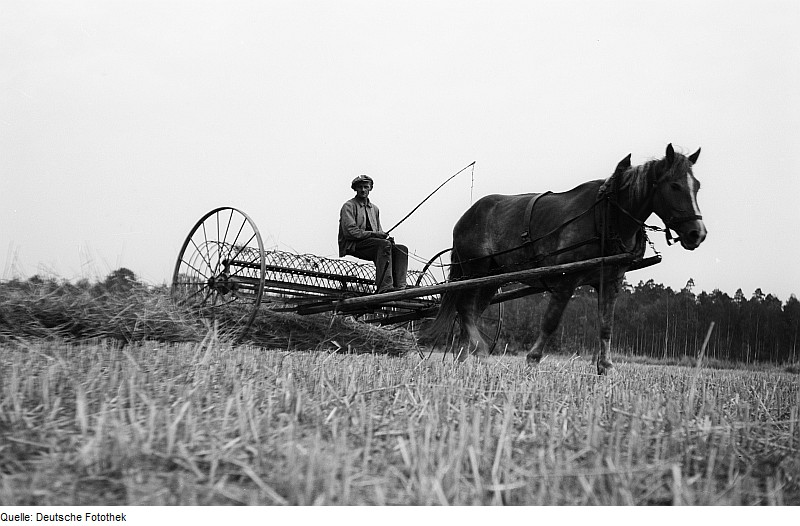
Antiga rampinadora de tracció animal
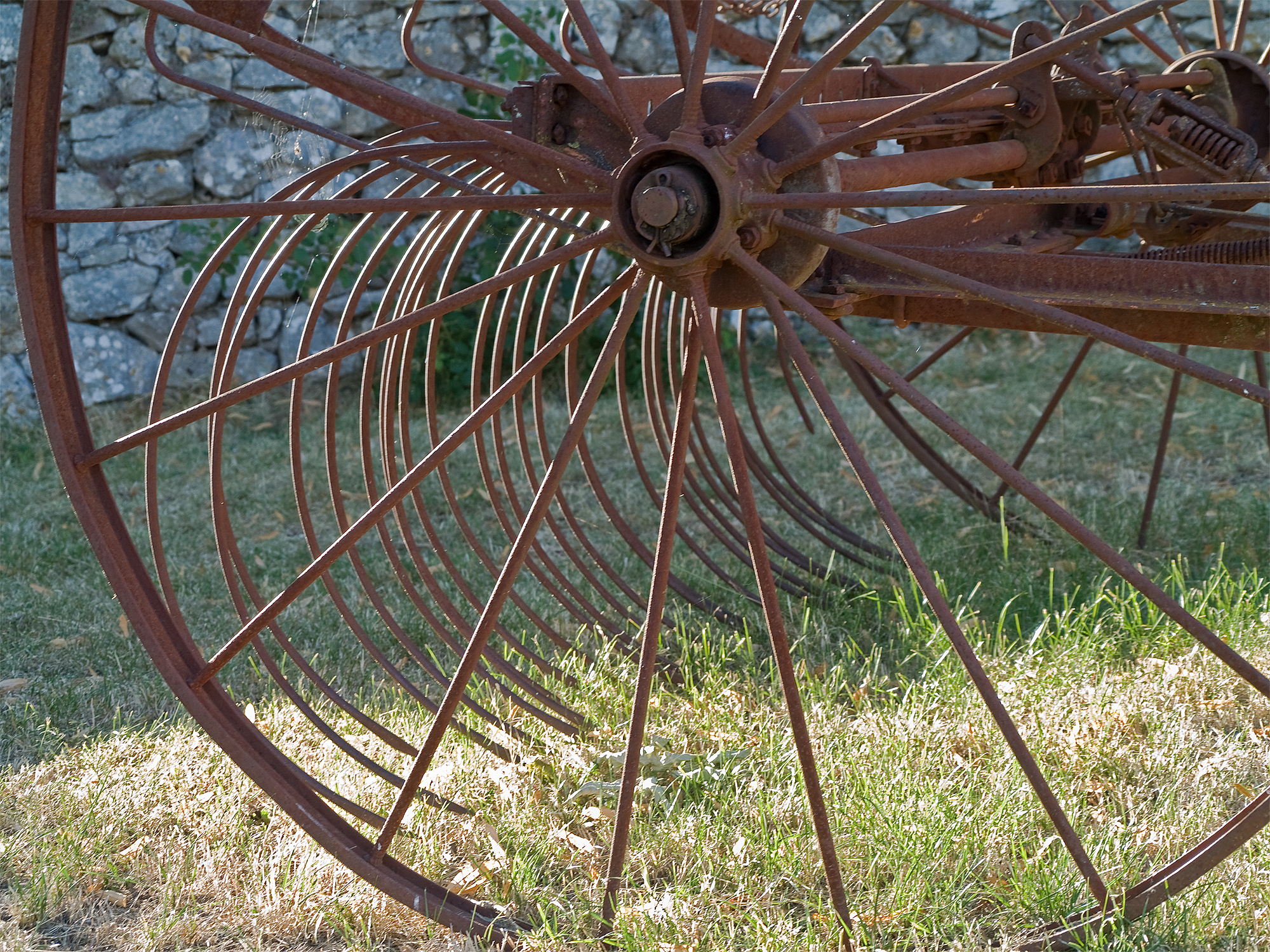
Detall d'una rampinadora antiga
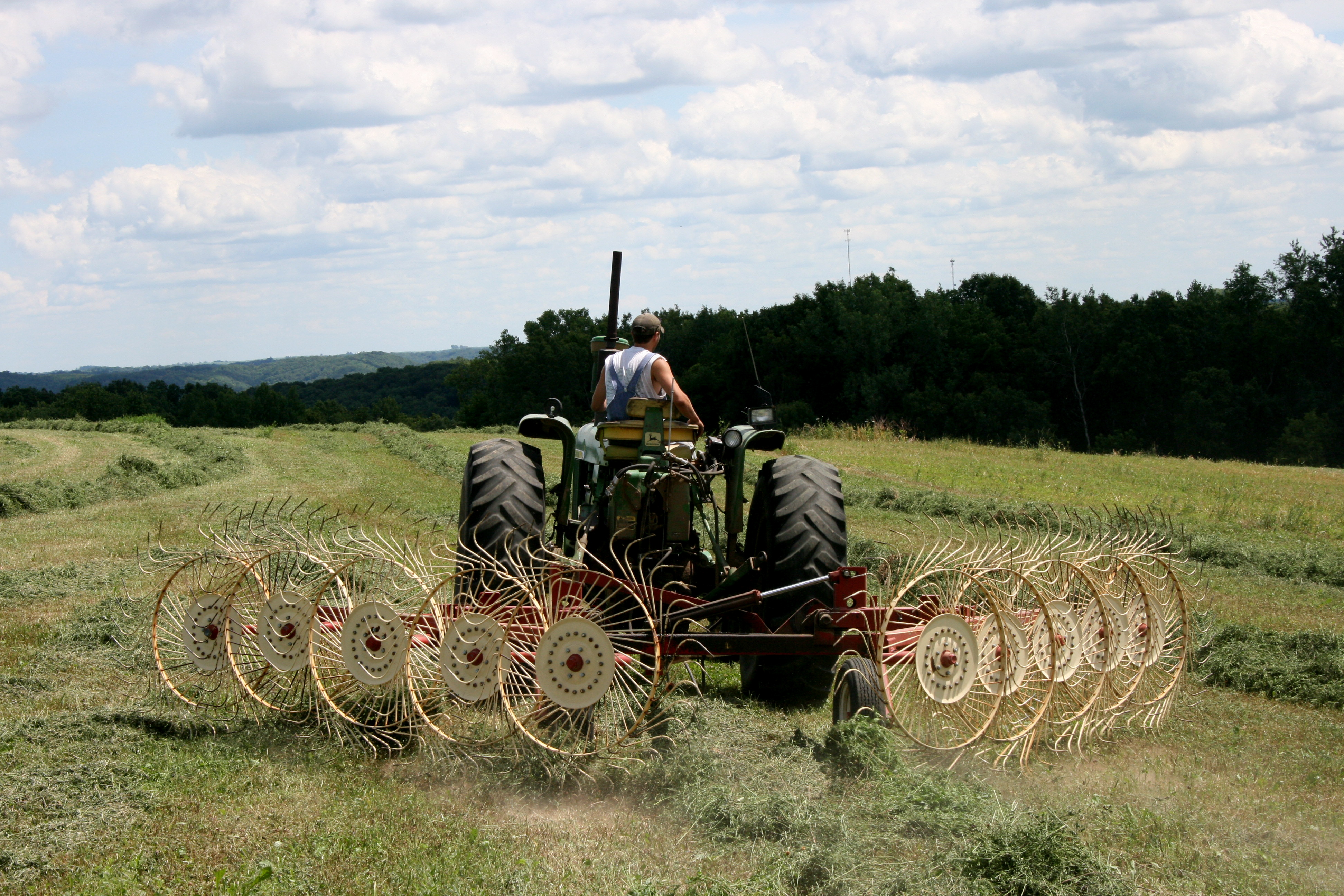
rampinadora
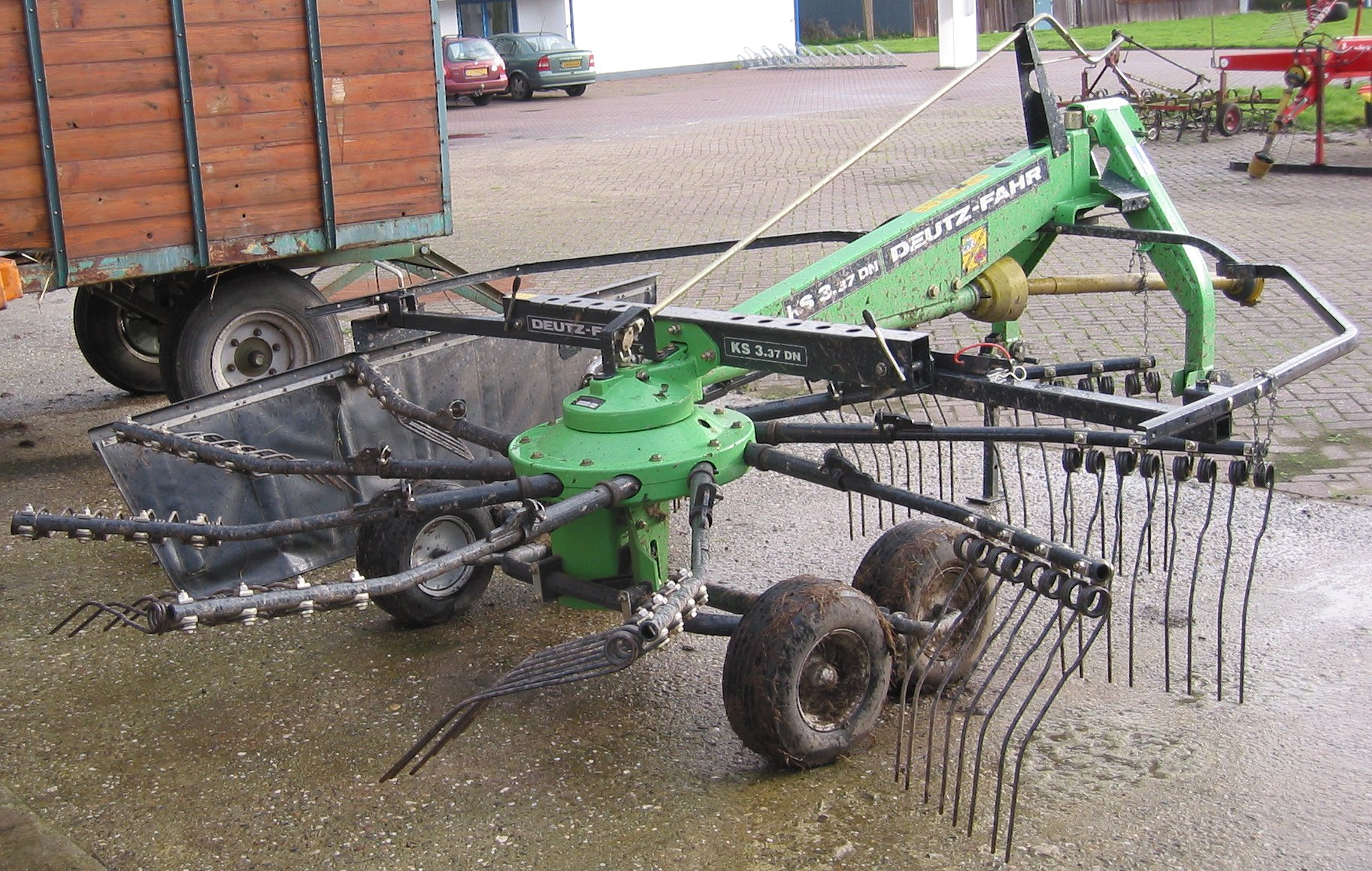
Rampinadora moderna
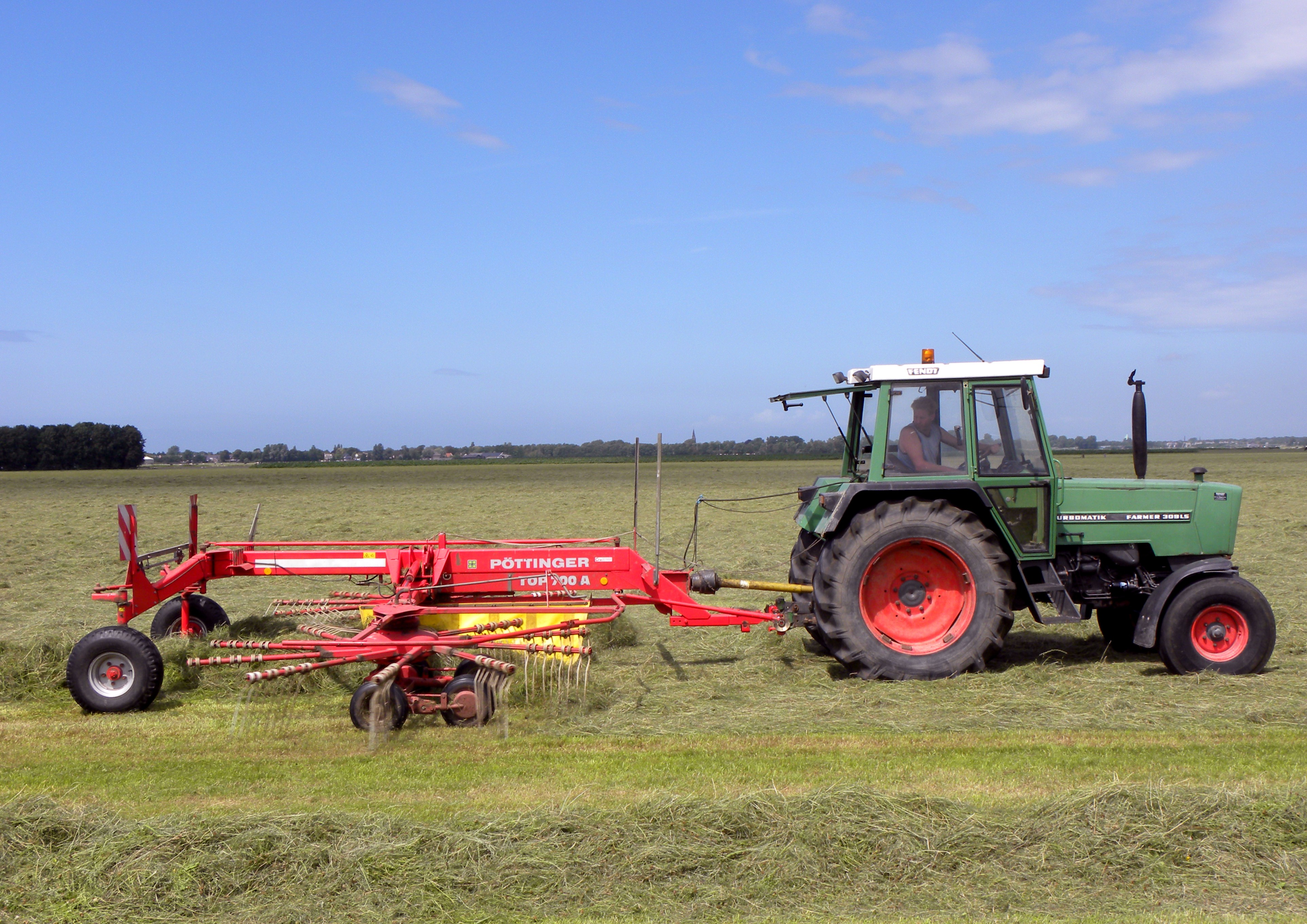
Rampinadora moguda per tractor